# Larousse Gastronomique
Der große Larousse Gastronomique (Aussprache [la.ʁus ɡas.tʁɔ.nɔ.mik]) ist eine Gastronomie-Enzyklopädie. Der Großteil des Werks beschäftigt sich mit der französischen Küche und beinhaltet Rezepte und Kochtechniken französischer Gerichte. Die erste Ausgabe enthielt nur wenige nicht-französische Gerichte und Zutaten, diese wurden erst in späteren Ausgaben hinzugefügt. Das Buch erschien zuerst 1938 bei Éditions Larousse. Eine deutschsprachige Übersetzung erschien 2009 im Münchener Christian-Verlag von einem Übersetzer-Team, das von Jürgen Dollase angeführt wurde.

## Hintergrund

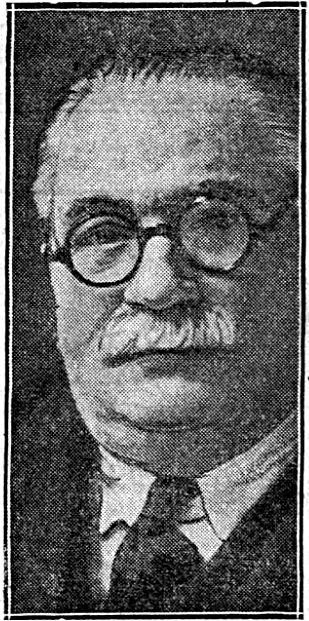
Ursprünglicher Herausgeber Prosper Montagné (1924)

Die Erstausgabe (1938) wurde von Prosper Montagné unter Zusammenarbeit mit Dr. Alfred Gottschalk herausgegeben. Zur Erstausgabe schrieben die beiden Köche Auguste Escoffier und Philéas Gilbert die Vorworte. Gilbert und Escoffier waren Mitarbeiter bei der Erstellung der Erstausgabe und Mitautoren bei Le Guide Culinaire (1903), weshalb es bei den beiden Werken zu Überschneidungen kam. Escoffier notierte dazu im Vorwort, dass Montagné nicht verstecken könne, den Guide als Basis für sein Buch verwendet und auch mehrere Rezepte übernommen zu haben.

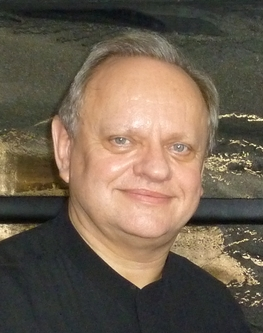
Sternekoch Joël Robuchon (2010)

Die erste substantielle Änderung erfolgte mit der Neuauflage von 1996, als Joël Robuchon den Vorsitz des „Comité Gastronomique“ übernahm. Der starke Fokus auf die klassische französische Küche wurde um internationale Gerichte und Techniken erweitert. Für die Neuauflage von 2007 übernahm wieder Robuchon den Vorsitz des gastronomischen Komitees. Das Werk erhielt zudem den Namenszusatz „le grand“ (deutsch: „der große“).

## Ausgaben
- Prosper Montagné (Hrsg.): Larousse Gastronomique. Editions Larousse, Paris 1938.
  - Der große Larousse Gastronomique. Das Standardwerk für Küche, Kochkunst, Esskultur.: 4000 Einträge, 1700 Fotos, 2500 Rezepte. Christian, München 2009, ISBN 978-3-88472-900-7.